# Ситниковское сельское поселение (Омская область)
Ситниковское се́льское поселе́ние — муниципальное образование в Нижнеомском районе Омской области Российской Федерации.
Административный центр — село Ситниково.

## История
Статус и границы сельского поселения установлены Законом Омской области от 30 июля 2004 года № 548-ОЗ «О границах и статусе муниципальных образований Омской области».

## Население
| 2010 | 2011  | 2012  | 2013  | 2014  | 2015  | 2016 |
| ---- | ----- | ----- | ----- | ----- | ----- | ---- |
| 1135 | ↘1131 | ↘1092 | ↘1069 | ↘1043 | ↘1026 | ↘999 |
| 2017 | 2018  | 2019  | 2020  | 2021  | 2023  |      |
| ↘963 | ↗969  | ↘955  | ↘917  | ↘872  | ↘853  |      |

## Состав сельского поселения
| № | Населённый пункт | Тип населённого пункта       | Население |
| - | ---------------- | ---------------------------- | --------- |
| 1 | Барышниково      | деревня                      | 40        |
| 2 | Отрадновка       | деревня                      | ↘98       |
| 3 | Покровка         | деревня                      | ↘235      |
| 4 | Сидоровка        | деревня                      | 226       |
| 5 | Ситниково        | село, административный центр | 536       |